# Playmobil: Film
Playmobil: Film (ang. Playmobil: The Movie) – francuski film animowany z 2019 roku, powstały na podstawie linii zabawek o tej samej nazwie.

## Fabuła
Kiedy Charlie przenosi się do świata PLAYMOBIL, jego siostra Marla wyrusza mu na ratunek. Żeby odnaleźć brata, będzie musiała połączyć siły ze zwariowanym kierowcą ciężarówki, agentem specjalnym z licencją na rozśmieszanie oraz supernowoczesnym Mikrobotem.

## Obsada
- Anya Taylor-Joy - Marla Brenner
- Gabriel Bateman - Charlie Brenner
- Daniel Radcliffe - Rex Dasher (głos)
- Jim Gaffigan - Del (głos)
- Adam Lambert - Cesarz Maximus (głos)
- Meghan Trainor - Wróżka Chrzestna (głos)

### Wersja polska
- Jarosław Boberek – Wiking
- Marcin Dorociński – Rex Dasher
- Grzegorz Hyży – Cesarz Maximus
- Julia Kamińska – Marla
- Tomasz Karolak – Del
- Antoni Scardina – Charlie
- Beata Kozidrak – Wróżka Chrzestna

## Odbiór

### Box office
Budżet filmu jest szacowany na 75 milionów dolarów. Film zarobił ponad 16 mln USD.

### Krytyka w mediach
Film spotkał się z negatywną reakcją krytyków. W serwisie Rotten Tomatoes 18% ze 62 recenzji jest pozytywne, a średnia ocen wyniosła 4,1/10. Na portalu Metacritic średnia ocen z 13 recenzji wyniosła 25 punktów na 100.